# St.-Michaelis-Kapelle (Müssingen)

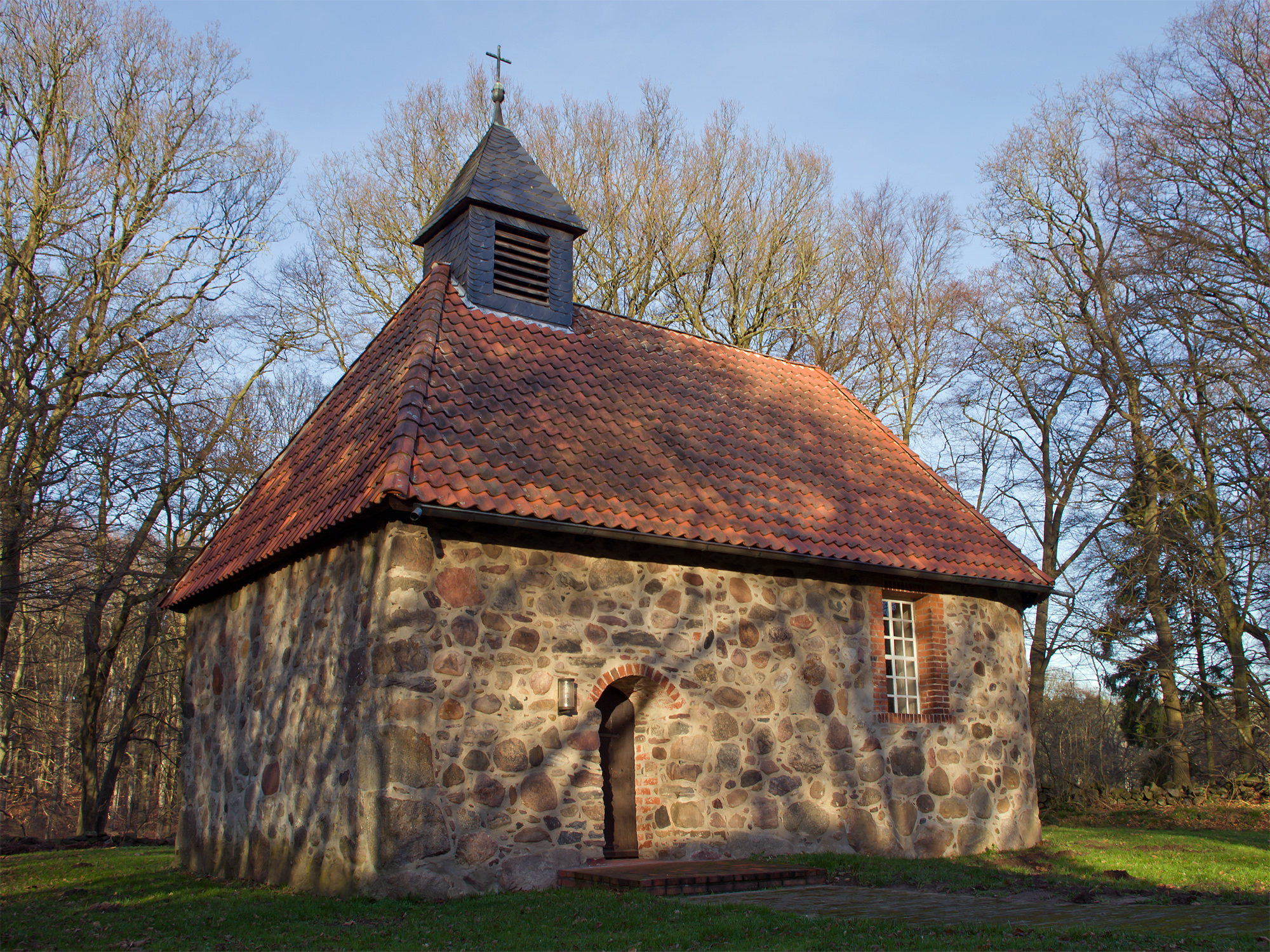
St.-Michaelis-Kapelle in Müssingen

Die evangelisch-lutherische St.-Michaelis-Kapelle ist eine Feldsteinkapelle im Ortsteil Müssingen der Gemeinde Soltendieck im niedersächsischen Landkreis Uelzen. Die Kapelle aus dem 14. Jahrhundert zählt zu den bedeutenden noch erhaltenen mittelalterlichen Bauwerken im Landkreis Uelzen und Umgebung.

## Lage
Die Kapelle liegt am nördlichen Rand des Ortes Müssingen. Sie steht auf einer Rasenfläche und ist über einen schmalen Pfad, der zwischen zwei benachbarten Grundstücken verläuft, erreichbar. Die Rasenfläche ist zu allen Seiten von Bäumen umgeben. Wenige Meter südliche befinden sich Wohnhäuser und landwirtschaftliche Gebäude.

## Architektur
Die kleine Kapelle ist ein rechteckiger Saalbau mit einem halbkreisförmigen Ostabschluss. Sie ist zu großen Teilen im Originalzustand aus dem 14. Jahrhundert erhalten und wurde fast ausschließlich aus Feldsteinmauerwerk errichtet. Ausnahmen bilden die Umfassungen eines im 19. Jahrhundert vergrößerten rechteckigen Fensters und der Segmentbogen des Südeingangs aus Backstein. Am Westende des Dachfirsts besitzt die Kapelle einen kleinen mit Schieferplatten gedeckten Dachreiter.
Der Innenraum ist schlicht gestaltet. An den weißen Wänden sind Weihekreuze angebracht. Auf dem gemauerten Altartisch steht ein dezenter Altaraufsatz, der beinahe bis zur Holzbalkendecke der Kapelle reicht.

## Kirchliche Organisation
Die Kapelle gehört heute zur Kirchengemeinde Schnega im Kirchenkreis Lüchow-Dannenberg. Gottesdienste werden in der Kapelle nicht mehr regelmäßig abgehalten.